# ترشی آلبالو

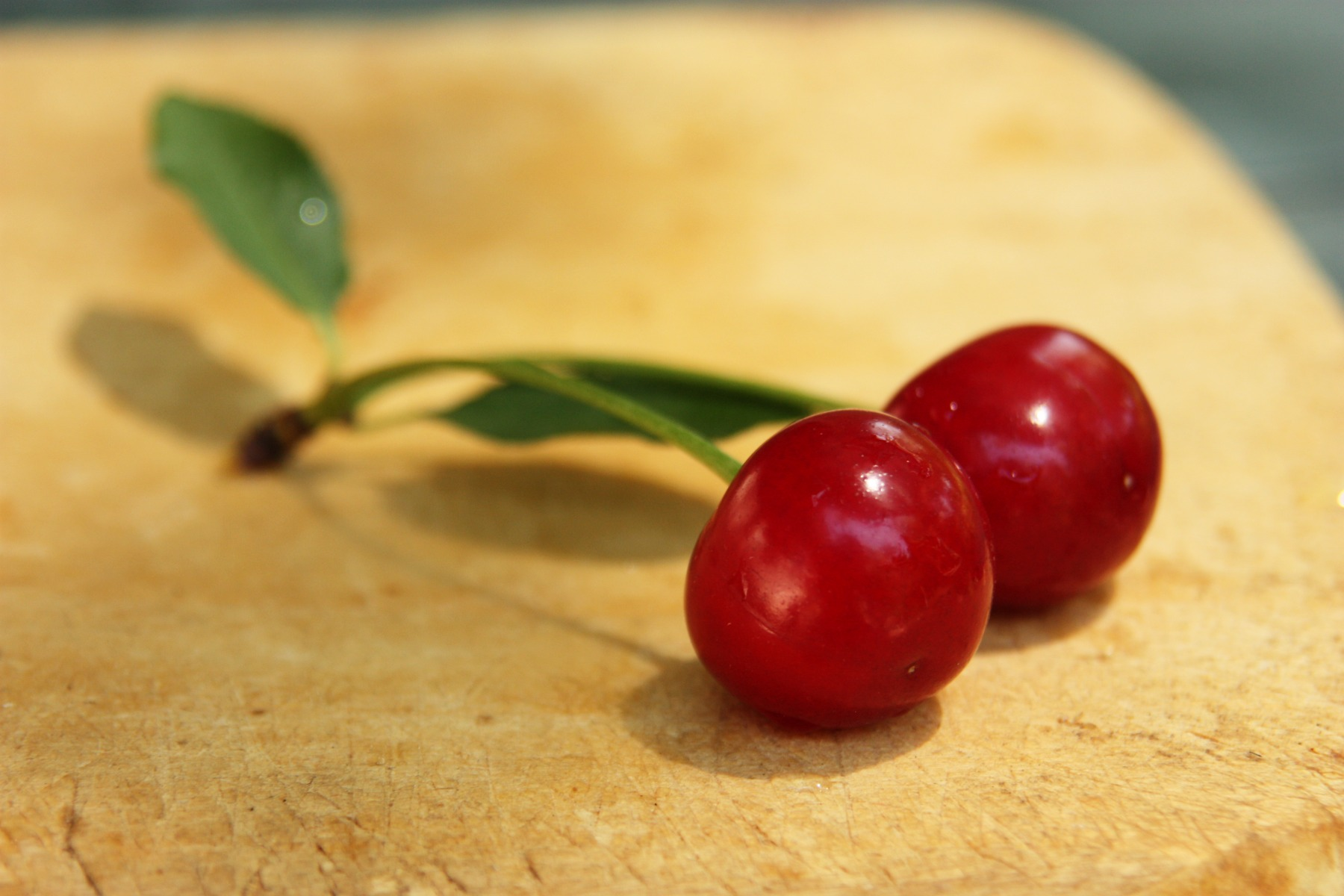
دو آلبالوی رسیده

ترشی آلبالو یکی از انواع ترشی است که در آشپزی ایرانی بسیار مرسوم است.
کار درست کردن آن را معمولاً با تمیز کردن آلبالوها، ریختن آن‌ها در صافی و خواباندن چند ساعته در نمک انجام می‌دهند و سپس آلبالوها را در ظرف دهان گشادی می ریزند و از سرکه پر می‌کنند.

## طرز تهیه

### مواد لازم
1. آلبالو : یک کیلوگرم
2. نمک و سرکه : به اندازه کافی

### طرز تهیه
آلبالوها را تمیز می کنیم ، در صافی ریخته ومقداری نمک به آن می زنیم ، چند ساعت می گذاریم بماند . آنگاه آلبالو رادر ظرف دهانه گشادی می ریزیم و‌‌ ظرف را از سرکه پر می‌کنیم . باید در ظرف را محکم ببندیم ودرجای خنک نگهداری کنیم.